# Gülçin Yahya Kaçar

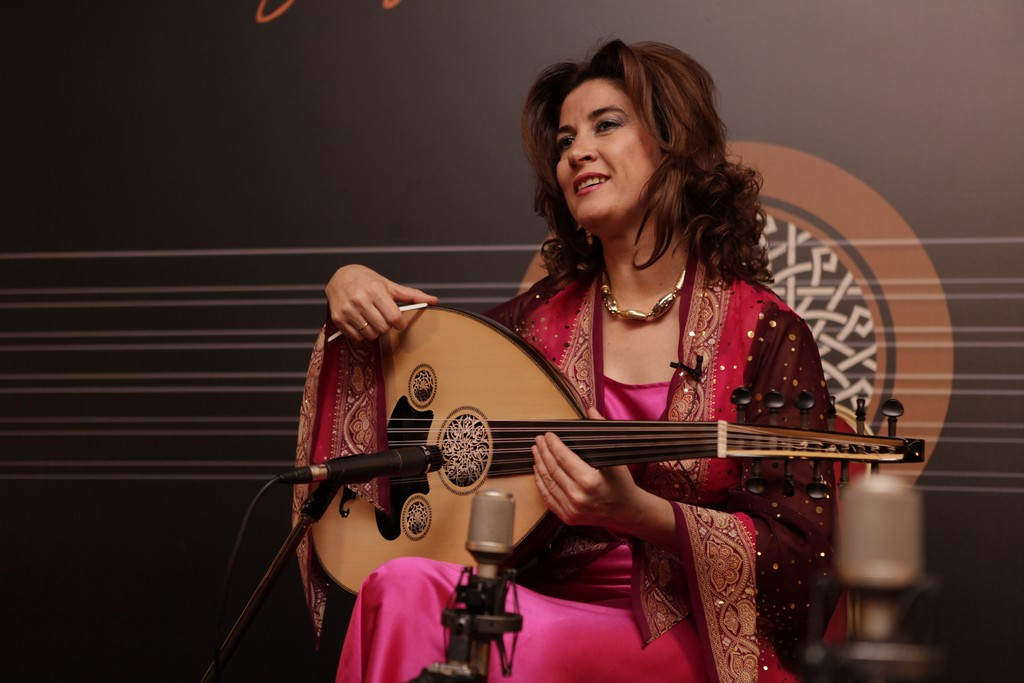
Gülçin Yahya Kaçar, 2010

Gülçin Yahya Kaçar (* 10. Januar 1966 in Ankara) ist eine türkische Musikerin, Oud-Meisterin, Komponistin  und Sängerin.

## Leben
Gülçin Yahya Kaçar wurde 1966 in Ankara als Tochter von Dalyan und Arife Yahya geboren. Ihr Urgroßvater stammte aus Kastoria (bei Bitola) in Griechenland. Die Familie kam 1923 aufgrund des Bevölkerungsaustauschs in die Türkei und ließ sich zuerst in Urla, danach in Mersin nieder. Die Eltern von Gülçin Yahya Kaçar wurden in Kayseri-Çukur geboren.
Gülçin Yahya Kaçar erhielt seit ihrer Kindheit Musikunterricht. Nach ihrem Abschluss an der Çankaya High School erhielt sie eine Zulassung zum Musikstudium an der Gazi-Universität. Sie studierte Flöte bei Aycan Sancar, einem Musiker aus dem Presidential Symphony Orchestra. Neben der Ausbildung in westlicher Musik begann sie sich für türkische klassische Musik und die Oud zu interessieren. 1986 wurde sie Schülerin von Cinuçen Tanrıkorur (1938–2020), Oud-Virtuose und Komponist. Sie gab mit ihm ihr erstes Konzert.
Gülçin Yahya Kaçar ist mit dem pensionierten Polizeichef und Autor Izzet Kaçar verheiratet. Das Paar hat zwei Söhne.

## Karriere
In dem Jahr 1988 begann sie als Dozentin für Oud und Flötean an der Selçuk Universität zu arbeiten. 1993 erhielt sie ihren Master-Abschluss mit der Arbeit Performance-Note-Differenz in türkischer Saz-Musik. 2000 promovierte sie mit einer Arbeit über Oud Improvisations of Yorgo Bacanos. Während ihrer Master- und ihrer Doktorarbeit arbeitete sie mit Mutlu Torun zusammen. 1997 wurde sie als Dozentin an die Abteilung für Musikpädagogik der Gazi-Universität berufen. 2004 wurde sie Assistenzprofessorin, 2009 Professorin.
Sie gab u. a.  Unterricht in Oud, türkischer Musiktheorie, Arbeitsanalyse, Vorbereitung und Entwicklung von Unterrichtsinstrumenten und Leistungsanalyse.
Sie hat 216 Stücke komponiert, darunter Bergüzar-ı Çanakkale, Weisheiten des Hoca Ahmet Yesevi und Treue zu Mehmet Akif Ersoy, die sich mit Themen aus der türkischen Geschichte befassen.
Viele ihrer Artikel über türkische Musik und Bildung wurden in nationalen und internationalen wissenschaftlichen Zeitschriften und Medien veröffentlicht. Sie wurde zu Radio- und Fernsehprogrammen eingeladen, gab Konzerte und nahm an Konferenzen sowie an Symposien teil und organisierte Workshops. Sie vertrat die Türkei in Bahrain, Marokko, Schweden, Syrien, Oman, Korea, Kosovo, Mazedonien, Rumänien, China, Portugal, Kasachstan, Kirgisistan, Ungarn, Turkmenistan, Aserbaidschan, Belgien und Albanien. Gülçin Yahya Kaçar spielt in ihren Konzerten Werke, die verschiedenen Epochen und Komponisten angehören.
2010 gründete sie das türkische Musikkonservatorium der Gazi-Universität, das erste türkische Musikkonservatorium in Ankara. Sie arbeitete sechs Jahre als Gründungsmanagerin und gehörte dem Gründungsstab des Gazi University Fine Arts Institute an. Sie war die Pionierin bei der Eröffnung von Master- und Promotionsprogrammen für türkische Musik. An der Ankara Music and Fine Arts University belegte sie als Kandidatin für das Rektorenamt den 2. Platz.
Sie arbeitete als Managerin des Forschungs- und Entwicklungszentrums für türkische Musikpädagogik der Gazi-Universität und war Mitglied des Wissenschaftskomitees der Atatürk-Kulturzentrumspräsidentschaft der Atatürk-Hochschule für Sprache und Geschichte sowie Mitglied der Beratungsinstitution des Hasan-Hüsameddin-Uşşaki-Forschungs- und Entwicklungszentrums, dazu noch Beraterin der koreanischen Botschaft für Kulturkunst, Mitglied des Ministeriums für Kultur und Tourismus und Mitglied vieler anderer Wissenschafts- und Kunstausschüsse.
Sie arbeitet als Dozentin in der Abteilung für Instrumentenbildung des türkischen Musikkonservatoriums der Universität Ankara Hacı Bayram Veli.

## Auszeichnungen
- 2006: Az kullanılan Makam Ve Usullerde Beste Yarışması, Dritter Preis (Muhayyer Sünbüle Makamında, Ağır Düyek Usulünde Karabatak Peşrevi), Ministerium für Kultur und Tourismus
- 2006: Az kullanılan Makam Ve Usullerde Beste Yarışması, Dritter Preis (Hisar Makamında, Hafif Usulünde Medhâl), Ministerium für Kultur und Tourismus
- 2007: Sakarya Savaşı Kahramanlık Türküleri Beste Yarışması, 1. Lobende Erwähnung (Karcığar Türkü: Dua Tepe Yanıyor, Yürekleri Yakıyor), Sakarya Zaferinin 86. yıldönümü anısına Ankara-Gemeinde Polatli, 2007
- 2015: Çanakkale'de Barış Beste Yarışması, Başarı Ödülü (Hüseynî Şarkı: Şehid-i Ekber), Ministerium für Kultur
- 2015: 2014 Yılı Kültür Sanat Hizmet Ödülü, Engürü Türk Müziği Derneği[15]

## Werke

### Schriften
- Ud Alıştırmaları. Yurt Renkleri Yayınevi, Ankara 2001, ISBN 975-8303-33-3.
- Ünlü Virtüöz Yorgo Bacanosun Ud Taksimleri. Kültür Bakanlığı, Ankara 2002, ISBN 975-17-3025-2.
- Ud Metodu. Yurt Renkleri Yayınevi, Ankara 2002, ISBN 975-8303-32-5.
- Türk Müziği Çocuk Şarkıları. Maya Akademi Yayınevi, Ankara 2008, ISBN 978-605-5985-21-9.
- Türk Mûsikîsi Üzerine Görüşler (Analiz ve Yorumlar). Maya Akademi Yayınevi, Ankara 2009, ISBN 978-605-5985-58-5.[16]
- Türk Mûsikîsi Rehberi. Maya Akademi Yayınevi, Ankara 2009, ISBN 978-605-5985-41-7.
- Türk Mûsikîsi Güftelerinde Osmanlıca Kelime Ve Terkibler. Maya Akademi Yayınevi, Ankara 2012, ISBN 978-605-4515-13-4.
- Gülzar-ı Mûsikî. Maya Akademi Yayınevi, Ankara 2012, ISBN 978-605-4515-04-2.
- Türk Mûsikîsi Rehberi. Maya Akademi Yayınevi, Ankara 2012, ISBN 978-605-5985-41-7.
- Türk Mûsikisi Üzerine Görüşler Analiz ve Yorumlar. Maya Akademi Yayınevi, Ankara 2012, ISBN 978-605-5985-58-5.
- Ud Alıştırmaları. Maya Akademi Yayınevi, Ankara 2006, ISBN 975-8303-33-3.
- Klasik Türk Mûsikîsi Güftelerinde Osmanlıca Kelime ve Terkibler. Gece Kitaplığı, Ankara 2017, ISBN 978-605-180-819-2.
- Gülzâr-ı Mûsikî. (Osmanlıca Kitap Tercümesi), Gece Kitaplığı, Ankara 2017, ISBN 978-605-180-746-1.
- Bergüzâr-ı Çanakkale Besteleri Notalar - Şiirler ve Hikâyeleri. Gece Kitaplığı, Ankara 2018, ISBN 978-605-288-263-4.
- Türk Mûsikîsinde Eser ve İcra Tahlili Yöntemleri. Gece Kitaplığı, Ankara 2020, ISBN 978-625-7904-68-1.

### CD-Booklets
- Vefatının 300. yılı anısına Buhûrizâde Mustafa Efendi ITRÎ (CD-Booklet, 39 Seiten), T.C. Başbakanlık Atatürk Kültür Dil ve Tarih Yüksek Kurumu Atatürk Kültür Merkezi, Ankara 2012.[17]
- Makasıd-ül Elhân’ın Yazılışının 600. Yılı dönümü Münasebeti İle Abdülkâdir-i Merâgi Besteleri (CD-Booklet, 51 Seiten), T.C. Başbakanlık Atatürk Kültür Dil ve Tarih Yüksek Kurumu Atatürk Kültür Merkezi, Ankara 2014.[18]

## Diskografie

### Soloalben
- Popular and Classıcal Turkish Music, CD, PS 65069 Play a Sound, Production Sunset, Frankreich 1990
- Cinuçen Tanrıkorur Eserleri, CD, İstanbul Müzik Üretim, Ankara 2000 (Mit den Beiträgen des Kulturministeriums)
- Hayallerim, CD, Kaf Müzik, İstanbul 2002 (Mit den Beiträgen des Kulturministeriums)

### Alben als Art Director und Oud-Spielerin
- Vefatının 300. yılı anısına Buhûrizâde Mustafa Efendi ITRÎ, (Genel Sanat Yönetmenliği ve Ud icracılığı) T.C. Başbakanlık Atatürk Kültür Dil ve Tarih Yüksek Kurumu Atatürk Kültür Merkezi, Ankara 2012.
- Makasıd-ül Elhân’ın Yazılışının 600. Yılı dönümü Münasebeti İle Abdülkâdir-i Merâgi Besteleri (Genel Sanat Yönetmenliği ve Ud icracılığı), T.C. Başbakanlık Atatürk Kültür Dil ve Tarih Yüksek Kurumu Atatürk Kültür Merkezi, Ankara 2014.